# Kouba
Kouba (em árabe: القبة) é uma comuna localizada na província de Argel, no norte da Argélia. Sua população era de 104 708 habitantes, em 2008.